# Eugenio Montero Ríos

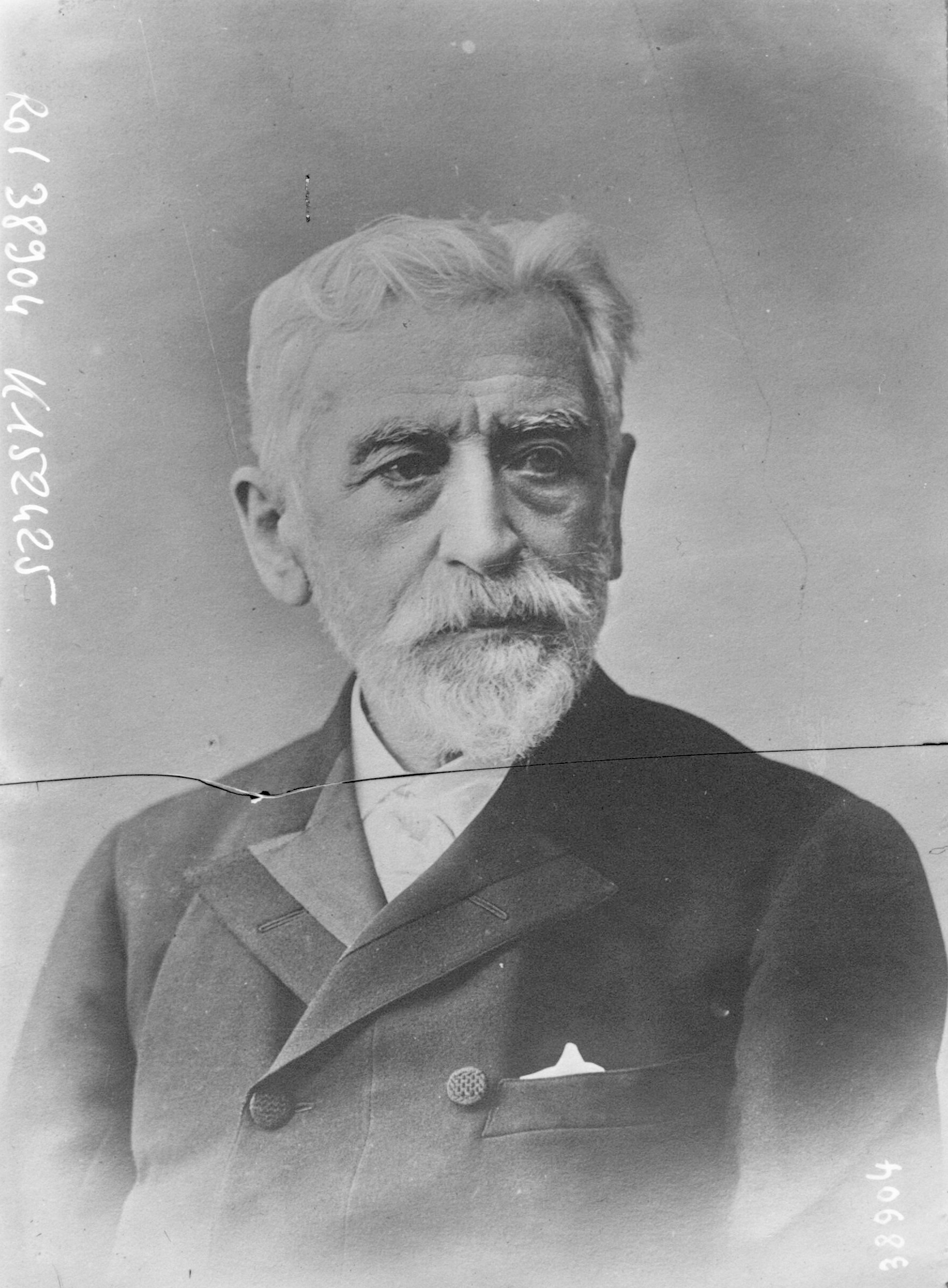
Eugenio Montero Ríos in 1914.

Eugenio Montero Ríos (Santiago de Compostella, 13 november 1832 - Madrid, 12 mei 1914) was een Spaans politicus en eerste minister.

## Levensloop

### Studies en beroepsloopbaan
Na zijn schoolopleiding volgde hij een studie in de rechtswetenschappen aan de Universiteit van Santiago de Compostella. Na het vervolledigen van zijn studie werd hij vervolgens in 1859 professor in canoniek recht aan de Universiteit van Oviedo. Vervolgens werd hij docent in kerkrecht aan de Universiteit van Santiago de Compostella en daarna professor in de rechten aan de Complutense Universiteit van Madrid.
Samen met Antonio Romero Ortiz, die later minister van Koloniën zou worden, richtte hij het dagblad "La Opiníon Pública" op. Hiervan was hij jarenlang de uitgever. In 1876 was hij bovendien de oprichter van het Institución Libre de Enseñanza, waarvan hij in 1877 de directeur werd.

### Afgevaardigde en minister onder koningAmadeus
Na de revolutie van 1868 (waarbij koningin Isabella II afgezet werd), begon hij op 15 januari 1869 aan een politieke loopbaan toen hij verkozen werd tot afgevaardigde in het Congres van Afgevaardigden. Dit bleef hij tot in mei 1873.
Tijdens de regering van koning Amadeus was hij om te beginnen van 20 december 1869 tot en met 1 januari 1870 ad interim minister van Genadeverzoeken en Justitie. Van 9 januari 1870 tot en met 4 januari 1871 was hij dit opnieuw in de regeringen onder leiding van Juan Prim en Juan Bautista Topete. Van 24 juli 1871 tot en met 5 oktober 1871 was hij voor de derde maal minister van Genadeverzoeken en van Justitie, ditmaal in de regering van Manuel Ruiz Zorrilla. Van 13 juni 1872 tot en met 12 februari 1873 was dit opnieuw in de tweede regering van Manuel Ruiz Zorrilla.
Rond deze periode werd hij een overtuigde aanhanger van een scheiding tussen kerk en staat en voerde vanuit dit standpunt meerdere beduidende hervormingen, zoals de wet van de burgerlijke stand en de wet van het burgerlijk huwelijk. Ook was hij een belangrijke steun van de koning. Toen koning Amadeus in februari 1873 opzij werd gezet en de Eerste Spaanse Republiek werd uitgeroepen, besloot Montero in ballingschap te gaan naar Portugal. Na korte tijd keerde hij echter naar Spanje terug.

### Premierschap
In 1873 behoorde hij samen met Cristino Martos tot de oprichters van de Partido Republicano Democrático. Nadat eind 1874 de monarchie werd hersteld en koning Alfons XII (de zoon van de vroegere koningin Isabella II) gekroond werd, nam hij nog steeds een republikeinse positie in en behoorde in 1880 tot de ondertekenaars van het republikeinse manifest. Later trad hij echter toe tot de Liberale Partij onder leiding van Práxedes Mateo Sagasta.
Op 21 augustus 1881 werd hij voor deze partij opnieuw verkozen tot afgevaardigde en bleef dit tot in 1886. Op 27 november 1885 werd hij door Sagasta benoemd tot minister van Ontwikkeling en bleef dit tot en met 10 oktober 1886. Op 26 oktober 1889 werd hij via een koninklijk decreet benoemd tot senator voor het leven. Op 11 december 1892 werd hij in de vijfde regering van Sagasta minister van Genadeverzoeken en van Justitie. Na een regeringsombouw verloor hij op 6 juli 1893 echter deze ministerpost. Van 11 november 1894 tot en met 1 juli 1895 was hij voor de eerste maal Senaatsvoorzitter, wat hij van 19 april 1898 tot en met 16 maart 1899 opnieuw was.
Na de nederlaag van Spanje in de Spaans-Amerikaanse Oorlog (die van 25 april tot en met 12 augustus 1898 duurde) was hij de voorzitter van de Spaanse delegatie bij de onderhandelingen over de Vrede van Parijs van 10 december 1898. Hierbij gaf Spanje de koloniën Cuba, Puerto Rico, Guam en de Filipijnen afstond aan de Verenigde Staten van Amerika, waarbij Spanje 20 miljoen dollar in ruil kreeg van de VS.
Van 10 juni 1901 tot en met 26 maart 1903 was hij een derde maal Senaatsvoorzitter. Na het overlijden van Sagasta begin 1903 werd hij samen met José Canalejas (de nieuwe partijvoorzitter) de belangrijke leider van de Liberale Partij, meer bepaald van de links-liberalen (de afdeling die de Liberale Partij domineerde). Daartegenover stond de centristische, gematigde vleugel onder leiding van Segismundo Moret. Ook zijn schoonzoon Manuel García Prieto was actief binnen de Liberale Partij.
Op 23 juni 1905 werd hij zelf premier van Spanje, maar moest op 1 december 1905 al aftreden. Dit kwam door de massieve oppositie tegen koning Alfons XIII en zijn regering in een satirisch weekmagazine. Dit kwam vooral door de wetshervormingen van Montero Ríos. Hij werd opgevolgd door Segismundo Moret, die binnen de Liberale Partij een tegenstander van Montero Ríos was. Die voerde onder goedkeuring van koning Alfons XIII een wet in verband met de rechtspraak.
Na het einde van zijn premierschap trok hij zich grotendeels terug uit het politieke leven. Toch was hij van juli 1906 tot en met 12 mei 1907 en van 14 juni 1910 tot en met 2 april 1914 nogmaals Senaatsvoorzitter.

### Activiteiten als schrijver en ereambten
Naast zijn juridisch en politiek werk was hij in 1855 de uitgever van het boek "Memoria sobre el origen y relaciones de la Economía Política". Toen hij in 1860 terugkeerde naar Santiago de Compostella, gaf hij het boek "Ultramontanismo y cismontanismo en la historia y en la ciencia" uit.
Daarnaast was hij als lid van de Wetgevingscommissie ook de medeopsteller van meerdere beduidende wetsontwerpen, de initiator van het juridisch grondwetsrecht en de auteur in de "Revista General de Legislación y Jurisprudencia". In 1898 gaf hij na de Spaanse nederlaag bij de Spaans-Amerikaanse Oorlog ook het boek "Opina sobre el desastre colonial" uit.
Montero Ríos was lid en van 1875 tot 1876 voorzitter van de Real Academia de Jurisprudencia y Legislación. Van 10 december 1878 tot aan zijn dood was hij tevens lid van de Real Academia de Ciencias Morales y Políticas. Op 6 december 1901 werd hij eveneens lid van de Real Academia de la Historia.
- Biblioteca Nacional de España: XX981615
- Bibliothèque nationale de France: cb14623832q (data)
- Catàleg d'autoritats de noms i títols de Catalunya: 981058529436706706
- Gemeinsame Normdatei: 131708694
- International Standard Name Identifier: 0000 0000 5956 2084
- Library of Congress Control Number: no99074052
- SNAC: w6pk25vx
- Système universitaire de documentation: 145577783
- Virtual International Authority File: 66720534
- WorldCat: E39PBJv4jf3Bf4CQ8H9PrwGCQq